# Cécile Aubry
Cécile Aubry (Parijs, 3 augustus 1928 – Dourdan, 19 juli 2010) was een Frans actrice, schrijfster en regisseuse. Haar werkelijke naam was Anne-José Bénard.

## Biografie
Aubry werd geboren als dochter van een ingenieur en een egyptologe. Ze kende haar eerste grote succes bij haar debuut als actrice in de bekroonde film Manon (1949) van Henri-Georges Clouzot. Aubry verhuisde naar de Verenigde Staten, waar ze op de cover van het magazine Life stond (26 juni 1950), en sloot een contract met 20th Century Fox. In The Black Rose (1950) speelde Aubry samen met Tyrone Power en Orson Welles, en in Barbe-Bleue (1951) speelde zij de rol van de laatste vrouw van Blauwbaard (gespeeld door Hans Albers in het Duits en Pierre Brasseur in de Franse versie).
In 1956 trouwde ze in de moskee van Parijs met Si Brahim El Glaoui, zoon van de pasja van Marrakesh, die ze tijdens het draaien van The Black Rose had ontmoet, waarna ze stopte met acteren. Na de geboorte van hun zoon, Mehdi El Glaoui vestigde ze zich in Frankrijk en werd romanschrijfster en kinderboekenschrijfster. Sommige van haar werken werden herwerkt tot tv-series. 
Ze bewerkte ook zelf een paar van haar boeken voor televisie, zoals de kinderboekenserie met de pony Poly en de jongens Vincent en Pascal in de hoofdrol. Vooral ook Belle et Sébastien, waarin de rol van Sébastien werd gespeeld door haar zoon Mehdi. Belle et Sébastien, werd een feuilleton in 39 episodes, (1965-1970), uitgezonden op de Franse tv, en ook op de Nederlandse tv (1968-1972). In 2013 werd het boek verfilmd door Nicolas Vanier. Deze verfilming kwam er pas na de dood van Aubry, omdat zij er zich steeds tegen had verzet.
Aubry overleed twee weken voor haar 82e verjaardag aan longkanker.

## Filmografie
- 1949: Manon van Henri-Georges Clouzot: Manon Lescaut
- 1950: The Black Rose van Henry Hathaway: Maryam
- 1951: Barbe-Bleue van Christian-Jaque: Aline
- 1953: Piovuto dal cielo van Leonardo De Mitri
- 1954: Tanz in der Sonne van Géza von Cziffra
- 1959: Bonjour la chance van Edgar Neville en Guy Lefranc: de Amerikaanse
- 1960: L'Espionne sera à Nouméa van Georges Péclet

## Publicaties
- Poly (Bibliothèque rose)
- Poly au Portugal
- Poly au festival pop
- Poly à Venise
- Poly et son ami Pipo
- Poly en Espagne
- Poly en Tunisie
- Poly et le mystère de l'oasis
- Poly et le secret des sept étoiles
- Poly et le diament noir
- Poly à Paris
- Poly au Québec
- Poly, la rose et le mendiant
- Poly et les motards
- Poly s'amuse
- Au secours Poly !
- Sébastien et la Mary Morgane: le capitaine Louis Maréchal
- Sébastien et la Mary Morgane: le retour du Narval
- Belle et Sébastien Bibliothèque verte
- Sébastien parmi les hommes
- Hervé Bibliothèque verte
- Dis, pourquoi ? 1967, Hachette (Préface)
- Mes sorciers, 1974
- Je n'avais pas pensé à toi, 1977, Julliard
- Le Jeune Fabre, 1978, Pocket
- La Grande Bastide, 1981, Pocket
- Le Trouble des Eaux, 1959, Oliven
- Pick et Nicolas , 1958, Hachette